# Phil Collins' diskografi
Phil Collins' diskografi omfatter 8 studiealbums, 1 livealbum, 2 opsamlingsalbum, 45 singler, 16 videoalbum, 38 musikvideoer, 2 soundtracks, 1 boks-sæt og et remixalbum. Den Grammy og Academy Award-vindende soloartist har solgt mere end 33 millioner albummer i USA, og over 100 millioner albums på verdensplan.
Den engelske sanger og trommeslager Phil Collins første soloalbums, Face Value, blev udgivet i Storbritannien i februar 1982, og nåede nummer 1 på UK Albums Chart og blev certificeret femdobbelt platin af British Phonographic Industry (BPI). Hans andet album, Hello, I Must Be Going!, blev udgivet i 1982, og inkluderede hittet "You Can't Hurry Love", der nåede førstepladsen på UK SIngles Chart. Albummet toppede som nummer 2 i Storbritannien, og blev certificeret tredobbelt platin. I 1984 indspillede Collins "Against All Odds"; balladen nåede nummer 2 på den amerikanske Billboard Hot 100 og nummer 2 i hjemlandet. Han sang også en duet med Philip Bailey, "Easy Lover", som nåede nummer 2 i USA og lå nummer 1 i Storbritannien i fire uger. Samme år deltog Collins også Bob Geldofs Band Aid velgørenhedsprojekt, hvor han spillede trommer på sangen "Do They Know It's Christmas?".
I begyndelsen af 1985 udgav Collins sit tredje album, No Jacket Required, der indeholdte hitsingler som "Sussudio" og "One More Night". Han indspillede også sangen "Separate Lives", der var en duet med Marilyn Martin som nåede nummer 1 i USA. No Jacket Required debuterede som nummer 1 i både USA og Storbritannien, og blev det bedst sælgende album i hans karriere. Det blev certificeret Diamant i USA for et salg på over 10 millioner eksemplarer og modtog seksdobbelt platin i Storbritannien. I 1988 bidrog Collins til med sange til soundtracket til filmen Buster, som han også spillede med i. "Two Hearts" og et cover af "A Groovy Kind of Love", hvoraf sidstnævnte senere nåede nummer 1 i både Storbritannien og USA. I 1989 Collins producerede Collins endnu et succesfuldt album, ...But Seriously, der havde anti-hjemløsheds temaet "Another Day in Paradise", der toppede som nummer 1 i USA og nummer 2 i Storbritannien. Et livealbum, Serious Hits... Live! fulgte i 1990.
Collins' femte album, Both Sides, blev udgivet i november 1993. Selvom det var mindre succesfuldt end hans tidligere udgivelser, og kun spandt et enkelt top 10 hit af sig i Storbritannien, så nåede det stad nummer 1 i hjemlandet. Hans næste album, Dance into the Light, blev udgivet i 1996 g var endnu mindre succesfuldt. Det toppede som nummer 4 i Storbritannien, og blev kun certificeret sølv. Et opsamlingsalbum med hans største hits, ...Hits, blev udgivet i 1998, og var succesfuldt, idet det atter fik Collins tilbage som nummer 1 i Storbritannien, og fik multiplatin i både USA og Storbritannien. Albummets eneste nye hit var en coverversion af Cyndi Laupers hit "True Colors". Collins skrev og sang også sangene til Disney-filmene Tarzan (1999) og Bjørne Brødre (2003. Testify, Collins' syvende studiealbum, blev udgivet i 2002. Det blev en succes i Europa, hvor det nåede nummer 15 i Storbritannien og kom i top 5 i Østrig, Tyskland og HOlland. Efter udgivelsen af Testify annoncerede Collins at han ville gå på pension. I 2004 blev der dog udgivet to opsamlingsalbums; The Platin Collection og Love Songs: A Compilation... Old and New. I september 2010 udgav Collins sit ottende og hidtil seneste studiealbum, Going Back.

## Albums

### Studiealbum
| Titel                                                                                 | Albumdetaljer                                                                                | Højeste hitlisteplacering | Højeste hitlisteplacering | Højeste hitlisteplacering | Højeste hitlisteplacering | Højeste hitlisteplacering | Højeste hitlisteplacering | Højeste hitlisteplacering | Højeste hitlisteplacering | Højeste hitlisteplacering | Højeste hitlisteplacering | Højeste hitlisteplacering | Højeste hitlisteplacering | Certificering |
| Titel                                                                                 | Albumdetaljer                                                                                | UK                        | AUS                       | AUT                       | CAN                       | GER                       | IT                        | NLD                       | NOR                       | SWE                       | SWI                       | NZ                        | US                        | Certificering |
| ------------------------------------------------------------------------------------- | -------------------------------------------------------------------------------------------- | ------------------------- | ------------------------- | ------------------------- | ------------------------- | ------------------------- | ------------------------- | ------------------------- | ------------------------- | ------------------------- | ------------------------- | ------------------------- | ------------------------- | --- |
| Face Value                                                                            | - Udgivet: 13. februar 1981 - Pladeselskab: Atlantic (#V2185) - Formater: CD, LP, kassette   | 1                         | 2                         | 3                         | 1                         | 2                         | 8                         | 2                         | 5                         | 1                         | 2                         | 4                         | 7                         | - UK: 5× Platin - AUT: Platin - CAN: Diamond - GER: 7× Guld - NLD: 2× Platin - SWI: 2× Platin - US: 5× Platin                      |
| Hello, I Must Be Going!                                                               | - Udgivet: 5. november 1982 - Pladeselskab: Atlantic (#V2252) - Formater: CD, LP, kassette   | 2                         | 15                        | —                         | 1                         | 6                         | 12                        | 3                         | 4                         | 7                         | 2                         | 20                        | 8                         | - UK: 3× Platin - AUT: Guld - GER: 2× Platin - NLD: Guld - SWI: Platin - US: 3× Platin                                             |
| No Jacket Required                                                                    | - Udgivet: 18. februar 1985 - Pladeselskab: Atlantic (#V2345) - Formater: CD, LP, kassette   | 1                         | 1                         | 11                        | 1                         | 1                         | 4                         | 1                         | 1                         | 1                         | 1                         | 1                         | 1                         | - UK: 6× Platin - AUT: Platin - CAN: Diamond - GER: 3× Platin - NLD: Platin - SWI: 2× Platin - US: Diamond (12× Platin)            |
| ...But Seriously                                                                      | - Udgivet: 20. november 1989 - Pladeselskab: Atlantic (#V2620) - Formater: CD, LP, kassette  | 1                         | 1                         | 1                         | 1                         | 1                         | 1                         | 1                         | 1                         | 1                         | 1                         | 1                         | 1                         | - UK: 9× Platin - AUS: 5× Platin - AUT: 2× Platin - CAN: 7× Platin - GER: 6× Platin - NLD: Platin - SWI: 5× Platin - US: 4× Platin |
| Both Sides                                                                            | - Udgivet: 8. november 1993 - Pladeselskab: Atlantic (#V2800) - Formater: CD, LP, kassette   | 1                         | 8                         | 1                         | 6                         | 1                         | 1                         | 1                         | 4                         | 3                         | 1                         | 7                         | 13                        | - UK: 2× Platin - AUS: Platin - AUT: Platin - GER: 3× Platin - NLD: Platin - SWI: 2× Platin - US: Platin                           |
| Dance into the Light                                                                  | - Udgivet: 21. oktober 1996 - Pladeselskab: Atlantic (#82949-2) - Formater: CD, LP, kassette | 4                         | 8                         | 2                         | 9                         | 1                         | 4                         | 4                         | 12                        | 2                         | 1                         | 33                        | 23                        | - UK: Sølv - AUS: Guld - CAN: Platin - GER: Platin - SWI: 2× Platin - US: Guld                                                     |
| Testify                                                                               | - Udgivet: 11. november 2002 - Pladeselskab: Atlantic (#83563-2) - Formater: CD, kassette    | 15                        | 96                        | 5                         | —                         | 3                         | —                         | 2                         | 14                        | 4                         | 2                         | —                         | 30                        | - UK: Guld - AUT: Guld - GER: 3× Guld - NLD: Platin - SWI: Platin                                                                  |
| Going Back                                                                            | - Release: 13. september 2010 - Pladeselskab: Atlantic - Formater: CD, LP, digitalt download | 1                         | 3                         | 3                         | 3                         | 2                         | —                         | 1                         | 9                         | 3                         | 4                         | 1                         | 34                        | - UK: Guld - AUT: Guld - CAN: Guld - GER: Platin - SWI: Guld                                                                       |
| "—" indikerer at albummet ikke nåede hitlisten eller ikke blev udgivet i dette område |                                                                                              |                           |                           |                           |                           |                           |                           |                           |                           |                           |                           |                           |                           | |

### Livealbum
| Titel                                                                                 | Albumdetaljer                                                                                | Højeste hitlisteplacering | Højeste hitlisteplacering | Højeste hitlisteplacering | Højeste hitlisteplacering | Højeste hitlisteplacering | Højeste hitlisteplacering | Højeste hitlisteplacering | Højeste hitlisteplacering | Højeste hitlisteplacering | Højeste hitlisteplacering | Højeste hitlisteplacering | Højeste hitlisteplacering | Certificering |
| Titel                                                                                 | Albumdetaljer                                                                                | UK                        | AUS                       | AUT                       | CAN                       | GER                       | IT                        | NLD                       | NOR                       | SWE                       | SWI                       | NZ                        | US                        | Certificering |
| ------------------------------------------------------------------------------------- | -------------------------------------------------------------------------------------------- | ------------------------- | ------------------------- | ------------------------- | ------------------------- | ------------------------- | ------------------------- | ------------------------- | ------------------------- | ------------------------- | ------------------------- | ------------------------- | ------------------------- | --- |
| Serious Hits... Live!                                                                 | - Udgivet: 5. november 1990 - Pladeselskab: Atlantic (#82157-2) - Formater: CD, kassette, LP | 2                         | 5                         | 2                         | 5                         | 1                         | 3                         | 1                         | 9                         | 16                        | 2                         | 2                         | 11                        | - UK: 4× Platin - AUS: 3× Platin - AUT: Platin - CAN: 2× Platin - GER: 3× Platin - NLD: Platin - SWI: 2× Platin - US: 4× Platin |
| "—" indikerer at albummet ikke nåede hitlisten eller ikke blev udgivet i dette område |                                                                                              |                           |                           |                           |                           |                           |                           |                           |                           |                           |                           |                           |                           | |

### Opsamlingsalbum
| Titel | Albumdetaljer                                                                                          | Højeste hitlisteplacering | Højeste hitlisteplacering | Højeste hitlisteplacering | Højeste hitlisteplacering | Højeste hitlisteplacering | Højeste hitlisteplacering | Højeste hitlisteplacering | Højeste hitlisteplacering | Højeste hitlisteplacering | Højeste hitlisteplacering | Højeste hitlisteplacering | Højeste hitlisteplacering | Certificering |
| Titel | Albumdetaljer                                                                                          | UK                        | AUS                       | AUT                       | CAN                       | GER                       | IT                        | NLD                       | NOR                       | SWE                       | SWI                       | NZ                        | US                        | Certificering |
| --- | --- | ------------------------- | ------------------------- | ------------------------- | ------------------------- | ------------------------- | ------------------------- | ------------------------- | ------------------------- | ------------------------- | ------------------------- | ------------------------- | ------------------------- | --- |
| ...Hits | - Udgivet: 5. oktober 1998 - Pladeselskab: Atlantic (#83139-2) - Formater: CD, kassette                | 1                         | 2                         | 2                         | 1                         | 2                         | 5                         | 1                         | 2                         | 1                         | 2                         | 1                         | 6*                        | - UK: 6× Platin - AUS: 4× Platin - AUT: Platin - CAN: 4× Platin - GER: 3× Guld - NLD: Platin - SWI: Platin - US: 3× Platin |
| Love Songs: A Compilation... Old and New | - Udgivet: 1. november 2004 - Pladeselskab: Atlantic (#2564 61884-2) - Formater: CD, digitalt download | 7                         | 37                        | 4                         | 9                         | 8                         | 12                        | 6                         | 13                        | 7                         | 2                         | —                         | 51                        | - UK: 2× Platin - AUT: Guld - CAN: Platin - GER: Platin - SWI: Platin - US: Guld                                           |
| *I USA toppede albummet so nummer 18 i november 1998; i juli 2012 kom albummet atter på hitlisten som nummer 6, da prisen kortvarigt blev sænket voldsomt på Amazon.com. | |                           |                           |                           |                           |                           |                           |                           |                           |                           |                           |                           |                           | |

### Bokssæt
| Titel                                 | Albumdetaljer                                                         | Højeste hitlisteplacering | Højeste hitlisteplacering | Højeste hitlisteplacering | Højeste hitlisteplacering | Højeste hitlisteplacering | Højeste hitlisteplacering | Højeste hitlisteplacering | Højeste hitlisteplacering | Højeste hitlisteplacering | Højeste hitlisteplacering | Højeste hitlisteplacering |
| Titel                                 | Albumdetaljer                                                         | UK                        | AUS                       | AUT                       | CAN                       | GER                       | IT                        | NLD                       | NOR                       | SWE                       | SWI                       | US                        |
| ------------------------------------- | --------------------------------------------------------------------- | ------------------------- | ------------------------- | ------------------------- | ------------------------- | ------------------------- | ------------------------- | ------------------------- | ------------------------- | ------------------------- | ------------------------- | ------------------------- |
| The Platin Collection                 | - Udgivet: 31. maj 2004 - Pladeselskab: Virgin - Formater: CD         | 4                         | —                         | —                         | —                         | —                         | —                         | —                         | —                         | —                         | —                         | —                         |
| Take a Look at Me Now: The Collection | - Udgivet: 29. januar 2016 - Pladeselskab: Virgin - Formater: CD      | 50                        | —                         | 65                        | —                         | 9                         | —                         | 23                        | —                         | —                         | —                         | —                         |
| The Singles Collection                | - Udgivet: 14. oktober 2016 - Pladeselskab: Virgin - Formater: CD, LP | —                         | —                         | —                         | —                         | —                         | —                         | —                         | —                         | —                         | —                         | —                         |

### Soundtrack alm
| Tarzan                                                                                | - Udgivet: 18. maj 1999 - Pladeselskab: Walt Disney (#0102472DNY) - Formater: CD, kassette            | 21 | 40 | 9 | 14 | 6  | 51 | 32 | 11 | 32 | 5  | - CAN: Platin - SWI: Platin - US: 2× Platin |
| Brother Bear                                                                          | - Udgivet: 21. oktober 2003 - Pladeselskab: Walt Disney (#03MS60800) - Formater: CD, digital download | —  | —  | 7 | —  | 24 | 38 | —  | 50 | —  | 52 |                                             |
| "—" indikerer at albummet ikke nåede hitlisten eller ikke blev udgivet i dette område | |    |    |   |    |    |    |    |    |    |    |                                             |

### Remix albums
| Titel  | Albumdetaljer                                                                            |
| ------ | ---------------------------------------------------------------------------------------- |
| 12"ers | - Udgivet: 14. oktober 1987 - Pladeselskab: Atlantic (#81847-2) - Formater: CD, kassette |

## EP'er
| Titel                                                              | Album detaljer                                                           |
| ------------------------------------------------------------------ | ------------------------------------------------------------------------ |
| Live from the Board – Official Bootleg (med The Indescribable Din) | - Udgivet: marts 1995 - Pladeselskab: Atlantic (#99789-2) - Formater: CD |

## Singler

### Som primær kunstner
| Single                                                                               | År             | Højeste hitlisteplacering | Højeste hitlisteplacering | Højeste hitlisteplacering | Højeste hitlisteplacering | Højeste hitlisteplacering | Højeste hitlisteplacering | Højeste hitlisteplacering | Højeste hitlisteplacering | Højeste hitlisteplacering | Højeste hitlisteplacering | Certificering                                 | Album                                    |
| Single                                                                               | År             | UK                        | AUS                       | AUT                       | GER                       | IRE                       | NLD                       | SWE                       | SWI                       | NZ                        | US                        | Certificering                                 | Album                                    |
| ------------------------------------------------------------------------------------ | -------------- | ------------------------- | ------------------------- | ------------------------- | ------------------------- | ------------------------- | ------------------------- | ------------------------- | ------------------------- | ------------------------- | ------------------------- | --------------------------------------------- | ---------------------------------------- |
| "In the Air Tonight"                                                                 | 1981           | 2                         | 3                         | 1                         | 1                         | 2                         | 2                         | 1                         | 1                         | 1                         | 19                        | - UK: Guld - GER: Guld - US: 3× Platin        | Face Value                               |
| "I Missed Again"                                                                     | 1981           | 14                        | 88                        | —                         | 23                        | 12                        | 28                        | —                         | —                         | 35                        | 19                        |                                               | Face Value                               |
| "If Leaving Me Is Easy"                                                              | 1981           | 17                        | —                         | —                         | 61                        | 25                        | —                         | —                         | —                         | —                         | —                         |                                               | Face Value                               |
| "Thru These Walls"                                                                   | 1982           | 56                        | —                         | —                         | —                         | 27                        | 48                        | —                         | —                         | —                         | —                         |                                               | Hello, I Must Be Going!                  |
| "You Can't Hurry Love"                                                               | 1982           | 1                         | 3                         | 3                         | 3                         | 1                         | 1                         | 6                         | 3                         | 9                         | 10                        | - UK: Guld                                    | Hello, I Must Be Going!                  |
| "I Don't Care Anymore"                                                               | 1983           | —                         | —                         | —                         | —                         | —                         | —                         | —                         | —                         | —                         | 39                        |                                               | Hello, I Must Be Going!                  |
| "Don't Let Him Steal Your Heart Away"                                                | 1983           | 45                        | —                         | —                         | —                         | 18                        | —                         | —                         | —                         | —                         | —                         |                                               | Hello, I Must Be Going!                  |
| "Why Can't It Wait 'Til Morning"                                                     | 1983           | 89                        | —                         | —                         | —                         | —                         | —                         | —                         | —                         | —                         | —                         |                                               | Hello, I Must Be Going!                  |
| "I Cannot Believe It's True"                                                         | 1983           | —                         | —                         | —                         | —                         | —                         | —                         | —                         | —                         | —                         | 79                        |                                               | Hello, I Must Be Going!                  |
| "Against All Odds (Take A Look at Me Now)"                                           | 1984           | 2                         | 3                         | 13                        | 9                         | 1                         | 12                        | 3                         | 4                         | 3                         | 1                         | - UK: Guld - US: Guld                         | Against All Odds soundtrack              |
| "Easy Lover" (with Philip Bailey)                                                    | 1985           | 1                         | 74                        | 21                        | 5                         | 1                         | 2                         | 10                        | 8                         | 2                         | 2                         | - UK: Guld                                    | Chinese Wall                             |
| "Sussudio"                                                                           | 1985           | 12                        | 8                         | —                         | 17                        | 14                        | 12                        | 13                        | 9                         | 27                        | 1                         | - US: Guld                                    | No Jacket Required                       |
| "One More Night"                                                                     | 1985           | 4                         | 2                         | 6                         | 10                        | 4                         | 8                         | —                         | 6                         | 5                         | 1                         | - UK: Sølv - US: Guld                         | No Jacket Required                       |
| "Don't Lose My Number"                                                               | 1985           | —                         | 10                        | —                         | —                         | —                         | 44                        | —                         | —                         | 22                        | 4                         |                                               | No Jacket Required                       |
| "Take Me Home"                                                                       | 1985           | 19                        | 64                        | —                         | —                         | 13                        | —                         | —                         | —                         | —                         | 7                         |                                               | No Jacket Required                       |
| "Separate Lives" (with Marilyn Martin)                                               | 1985           | 4                         | 14                        | —                         | 50                        | 1                         | 43                        | —                         | —                         | 29                        | 1                         | - UK: Sølv                                    | White Nights soundtrack                  |
| "In the Air Tonight" (Remix)                                                         | 1988           | 4                         | 47                        | 4                         | 3                         | 6                         | 17                        | —                         | —                         | —                         | —                         |                                               | Non-album single                         |
| "A Groovy Kind of Love"                                                              | 1988           | 1                         | 2                         | 6                         | 3                         | 1                         | 2                         | 5                         | 1                         | 3                         | 1                         | - UK: Sølv - GER: Guld - US: Guld             | Buster soundtrack                        |
| "Two Hearts"                                                                         | 1988           | 6                         | 13                        | 14                        | 3                         | 3                         | 6                         | —                         | 4                         | 21                        | 1                         | - UK: Sølv                                    | Buster soundtrack                        |
| "Another Day in Paradise"                                                            | 1989           | 2                         | 11                        | 2                         | 1                         | 2                         | 1                         | 1                         | 1                         | 5                         | 1                         | - UK: Sølv - AUS: Guld - GER: Guld - US: Guld | ...But Seriously                         |
| "I Wish It Would Rain Down"                                                          | 1990           | 7                         | 15                        | 26                        | 8                         | 4                         | 4                         | 7                         | 8                         | 27                        | 3                         |                                               | ...But Seriously                         |
| "Something Happened on the Way to Heaven"                                            | 1990           | 15                        | 58                        | —                         | 26                        | 8                         | 9                         | —                         | 26                        | —                         | 4                         |                                               | ...But Seriously                         |
| "That's Just the Way It Is"                                                          | 1990           | 26                        | —                         | —                         | 51                        | 5                         | 13                        | —                         | 29                        | —                         | —                         |                                               | ...But Seriously                         |
| "Hang in Long Enough"                                                                | 1990           | 34                        | —                         | —                         | —                         | 27                        | —                         | —                         | —                         | —                         | 23                        |                                               | ...But Seriously                         |
| "Do You Remember?"                                                                   | 1990           | 57                        | 83                        | —                         | 46                        | 25                        | 20                        | —                         | —                         | —                         | 4                         |                                               | Serious Hits... Live!                    |
| "Who Said I Would"                                                                   | 1991           | —                         | —                         | —                         | —                         | —                         | —                         | —                         | —                         | —                         | 73                        |                                               | Serious Hits... Live!                    |
| "Both Sides of the Story"                                                            | 1993           | 7                         | 41                        | 22                        | 12                        | 21                        | 8                         | 31                        | 11                        | —                         | 25                        |                                               | Both Sides                               |
| "Everyday"                                                                           | 1994           | 15                        | 66                        | —                         | 35                        | 26                        | 28                        | —                         | —                         | —                         | 24                        |                                               | Both Sides                               |
| "We Wait and We Wonder"                                                              | 1994           | 45                        | —                         | —                         | 52                        | —                         | 36                        | —                         | —                         | —                         | —                         |                                               | Both Sides                               |
| "Dance into the Light"                                                               | 1996           | 9                         | 36                        | 31                        | 42                        | —                         | 14                        | —                         | 26                        | —                         | 45                        |                                               | Dance into the Light                     |
| "It's in Your Eyes"                                                                  | 1996           | 30                        | 74                        | —                         | —                         | —                         | —                         | —                         | —                         | —                         | 77                        |                                               | Dance into the Light                     |
| "No Matter Who"                                                                      | 1997           | —                         | —                         | —                         | 69                        | —                         | —                         | —                         | —                         | —                         | —                         |                                               | Dance into the Light                     |
| "Wear My Hat"                                                                        | 1997           | 43                        | —                         | —                         | 81                        | —                         | 90                        | —                         | —                         | —                         | —                         |                                               | Dance into the Light                     |
| "The Same Moon"                                                                      | 1997           | —                         | —                         | —                         | 87                        | —                         | —                         | —                         | —                         | —                         | —                         |                                               | Dance into the Light                     |
| "True Colors"                                                                        | 1998           | 26                        | —                         | 20                        | 35                        | —                         | 73                        | —                         | —                         | —                         | 112                       |                                               | ...Hits                                  |
| "You'll Be in My Heart"                                                              | 1999           | 17                        | 43                        | 30                        | 20                        | —                         | 35                        | —                         | 24                        | 13                        | 21                        |                                               | Tarzan soundtrack                        |
| "Strangers Like Me"                                                                  | 2000           | —                         | —                         | 28                        | 29                        | —                         | 75                        | —                         | 22                        | —                         | —                         |                                               | Tarzan soundtrack                        |
| "Son of Man"                                                                         | 2000           | —                         | —                         | —                         | 68                        | —                         | —                         | —                         | —                         | —                         | —                         |                                               | Tarzan soundtrack                        |
| "Two Worlds"                                                                         | 2000           | —                         | —                         | —                         | 43                        | —                         | —                         | —                         | 91                        | —                         | —                         |                                               | Tarzan soundtrack                        |
| "Can't Stop Loving You"                                                              | 2002           | 28                        | 73                        | 23                        | 11                        | 39                        | 3                         | 20                        | 23                        | 48                        | 76                        |                                               | Testify                                  |
| "Come with Me"                                                                       | 2003           | —                         | —                         | —                         | —                         | —                         | —                         | —                         | —                         | —                         | —                         |                                               | Testify                                  |
| "The Least You Can Do/Wake Up Call"                                                  | 2003           | 86                        | —                         | —                         | 87                        | —                         | 78                        | —                         | —                         | —                         | —                         |                                               | Testify                                  |
| "Look Through My Eyes"                                                               | 2003           | 61                        | —                         | —                         | 51                        | —                         | 18                        | —                         | 31                        | —                         | —                         |                                               | Brother Bear soundtrack                  |
| "No Way Out"                                                                         | 2004           | —                         | —                         | —                         | 74                        | —                         | —                         | —                         | —                         | —                         | —                         |                                               | Brother Bear soundtrack                  |
| "Don't Let Him Steal Your Heart Away" (Re-release)                                   | 2004           | —                         | —                         | —                         | —                         | —                         | —                         | —                         | —                         | —                         | —                         |                                               | Love Songs: A Compilation... Old and New |
| "(Love Is Like A) Heatwave"                                                          | 2010           | —                         | —                         | 52                        | 30                        | —                         | 82                        | —                         | —                         | —                         | —                         |                                               | Going Back                               |
| "Going Back"                                                                         | 2010           | —                         | —                         | 45                        | 49                        | —                         | —                         | —                         | 50                        | —                         | —                         |                                               | Going Back                               |
| Number ones                                                                          | Number ones    | 3                         | —                         | 1                         | 2                         | 5                         | 2                         | 2                         | 4                         | 1                         | 7                         |                                               |                                          |
| Top 10 singles                                                                       | Top 10 singles | 13                        | 7                         | 8                         | 12                        | 13                        | 11                        | 7                         | 12                        | 7                         | 14                        |                                               |                                          |
| "—" indikerer at singlen ikke nåede hitlisten eller ikke blev udgivet i dette område |                |                           |                           |                           |                           |                           |                           |                           |                           |                           |                           |                                               |                                          |

### Som gæstekunstner
| År                                                                                      | Single                                                | Højeste hitlisteplacering | Højeste hitlisteplacering | Højeste hitlisteplacering | Højeste hitlisteplacering | Højeste hitlisteplacering | Højeste hitlisteplacering | Højeste hitlisteplacering | Højeste hitlisteplacering | Højeste hitlisteplacering | Højeste hitlisteplacering | Certificeringer       | Album                             |
| År                                                                                      | Single                                                | UK                        | AUS                       | AUT                       | GER                       | IRE                       | NL                        | SWE                       | SWI                       | NZ                        | US                        | Certificeringer       | Album                             |
| --------------------------------------------------------------------------------------- | ----------------------------------------------------- | ------------------------- | ------------------------- | ------------------------- | ------------------------- | ------------------------- | ------------------------- | ------------------------- | ------------------------- | ------------------------- | ------------------------- | --------------------- | --------------------------------- |
| 1984                                                                                    | "Do They Know It's Christmas?" (Band Aid)             | 1                         | 1                         | 1                         | 1                         | 1                         | 1                         | 1                         | 1                         | 1                         | 13                        | - UK: Sølv - US: Guld | Now That's What I Call Christmas! |
| 1993                                                                                    | "Hero" (David Crosby featuring Phil Collins)          | 56                        | —                         | —                         | —                         | —                         | —                         | —                         | —                         | 32                        | 44                        |                       | Thousand Roads                    |
| 2001                                                                                    | "In the Air Tonite" (Lil' Kim featuring Phil Collins) | 26                        | 91                        | 8                         | 3                         | —                         | 30                        | 27                        | 11                        | —                         | —                         | - GER: Guld           | Urban Renewal                     |
| 2003                                                                                    | "Home" (Bone Thugs-n-Harmony featuring Phil Collins)  | 19                        | —                         | —                         | —                         | 35                        | 83                        | —                         | 85                        | 6                         | —                         |                       | Thug World Order                  |
| "—" indikerer at udgivelsen ikke nåede hitlisten eller ikke blev udgivet i dette område |                                                       |                           |                           |                           |                           |                           |                           |                           |                           |                           |                           |                       |                                   |

## Videoer

### Videoalbum
| År   | Detaljer | Certificering                    | Noter                                                                         |
| ---- | --- | -------------------------------- | ----------------------------------------------------------------------------- |
| 1983 | Live at Perkins Palace - Format: VHS, Laserdisc                                                                                           |                                  | - A performance from The Hello, I Must Be Going Tour                          |
| 1983 | Video EP - Format: VHS, Laserdisc |                                  | - A short video collection                                                    |
| 1985 | No Ticket Required - Format: VHS, Laserdisc                                                                                               |                                  | - A performance from The No Jacket Required World Tour                        |
| 1985 | No Ticket Required EP - Format: VHS, Laserdisc                                                                                            |                                  | - A short video collection                                                    |
| 1989 | The Singles Collection - Udgivet: 1. november 1989 - Studie: Virgin (#VVD 594) - Format: VHS, Laserdisc                                   | - US: Platin                     | - A collection of 14 Phil Collins music videos                                |
| 1990 | Seriously Live in Berlin - Udgivet: 2. november 1990 - Studie: Warner Music (#9031-72728-3) - Format: VHS, Laserdisc                      | - GER: Guld - US: Platin         | - Phil Collins recorded live in Berlin during the Seriously, Live! World Tour |
| 1992 | ...But Seriously, the Videos - Format: VHS, Laserdisc                                                                                     |                                  | - Videoopsamling                                                              |
| 1994 | A Closer Look – Both Sides Tour '94 - Format: VHS                                                                                         |                                  | - En turnedokumentar                                                          |
| 1999 | Face Value - Format: VHS, DVD, Laserdisc                                                                                                  |                                  | - A recording sessions documentary                                            |
| 2000 | Live and Loose in Paris - Udgivet: 26. juni 2000 - Studie: Warner Vision (#3984234662) - Format: DVD                                      |                                  | - Recording of a Paris concert in the Trip into the Light Tour (1997)         |
| 2003 | A Life Less Ordinary - Format: VHS, DVD                                                                                                   |                                  | - A biographical documentary                                                  |
| 2003 | Serious Hits... Live! - Udgivet: 25. august 2003 - Studie: Warner Vision (#2564604872) - Format: DVD                                      | - GER: Platin                    | - Recording of the German leg of the Seriously, Live! World Tour (1990)       |
| 2004 | Finally... The First Farewell Tour - Udgivet: 1. november 2004 - Studie: Warner Vision (#2564619822) - Format: DVD, 2 discs – 132 minutes | - CAN: 3× Platin - GER: 11× Guld | - Recording of the Paris leg of the First Final Farewell Tour                 |
| 2007 | The Long Goodnight – A Film About Phil Collins - Format: DVD                                                                              |                                  | - A tour documentary                                                          |
| 2010 | Going Back – Live at Roseland Ballroom, NYC - Format: DVD, Blu-ray                                                                        |                                  | - A concert after the release of Going Back                                   |
| 2012 | Live at Montreux 2004 - Format: DVD, Blu-ray                                                                                              |                                  | - A concert during the First Final Farewell Tour                              |

### Musikvideoer
| År   | Song                                       | Director          |
| ---- | ------------------------------------------ | ----------------- |
| 1981 | "In the Air Tonight"                       | Stuart Orme       |
| 1981 | "I Missed Again"                           | Stuart Orme       |
| 1982 | "Thru These Walls"                         | Stuart Orme       |
| 1982 | "You Can't Hurry Love"                     | Stuart Orme       |
| 1983 | "I Don't Care Anymore"                     | Stuart Orme       |
| 1983 | "Don't Let Him Steal Your Heart Away"      | Stuart Orme       |
| 1984 | "Against All Odds (Take a Look at Me Now)" | Taylor Hackford   |
| 1985 | "Easy Lover" (Duet with Philip Bailey)     | Jim Yukich        |
| 1985 | "Sussudio"                                 | Jim Yukich        |
| 1985 | "One More Night"                           | Jim Yukich        |
| 1985 | "Don't Lose My Number"                     | Jim Yukich        |
| 1985 | "Take Me Home"                             | Jim Yukich        |
| 1985 | "Separate Lives"                           | Jim Yukich        |
| 1988 | "A Groovy Kind of Love"                    | Jim Yukich        |
| 1988 | "Two Hearts" (Version 1)                   | Jim Yukich        |
| 1988 | "Two Hearts" (Version 2)                   | Jim Yukich        |
| 1989 | "Another Day in Paradise"                  | Jim Yukich        |
| 1990 | "I Wish It Would Rain Down"                | Jim Yukich        |
| 1990 | "Do You Remember?"                         | Jim Yukich        |
| 1990 | "Something Happened on the Way to Heaven"  | Jim Yukich        |
| 1990 | "That's Just the Way It Is"                | Jim Yukich        |
| 1990 | "Hang in Long Enough"                      | Jim Yukich        |
| 1991 | "Who Said I Would" (Live)                  | Jim Yukich        |
| 1993 | "Both Sides of the Story"                  | Jim Yukich        |
| 1994 | "Everyday"                                 | Jim Yukich        |
| 1994 | "We Wait and We Wonder"                    | Jim Yukich        |
| 1994 | "Can't Turn Back the Års"                  | Jim Yukich        |
| 1996 | "Dance into the Light"                     | Kevin Godley      |
| 1997 | "No Matter Who"                            | Jim Yukich        |
| 1997 | "It's in Your Eyes"                        | Jim Yukich        |
| 1997 | "Wear My Hat"                              | Jim Yukich        |
| 1998 | "True Colours"                             | Michael Geoghegan |
| 1999 | "Strangers Like Me"                        | Dani Jacobs       |
| 1999 | "You'll Be in My Heart"                    | Kevin Godley      |
| 2002 | "Can't Stop Loving You"                    | Cameron Casey     |
| 2003 | "Wake Up Call"                             | Jim Yukich        |
| 2003 | "Look Through My Eyes"                     | Jim Yukich        |
| 2004 | "No Way Out"                               | Norman Watson     |
| 2010 | "(Love Is Like A) Heatwave"                | Brett Sullivan    |
| 2010 | "Going Back"                               | Brett Sullivan    |
| 2010 | "Girl (Why You Wanna Make Me Blue)"        | Brett Sullivan    |

## Andre optrædener
| År   | Song                                                                                   | Album                                                          |
| ---- | -------------------------------------------------------------------------------------- | -------------------------------------------------------------- |
| 1970 | "Art of Dying"                                                                         | All Things Must Pass                                           |
| 1975 | "Star of Sirius"                                                                       | Voyage of the Acolyte                                          |
| 1976 | "Skammens terskel"                                                                     | Gi meg et hus                                                  |
| 1977 | "God If I Saw Her Now"                                                                 | The Geese and the Ghost                                        |
| 1977 | "Which Way the Wind Blows"                                                             | The Geese and the Ghost                                        |
| 1977 | "Sun in the Night"                                                                     | Moroccan Roll                                                  |
| 1977 | "...Maybe I'll Lend You Mine After All"                                                | Moroccan Roll                                                  |
| 1979 | "Soho"                                                                                 | Product                                                        |
| 1979 | "Don't Make Waves"                                                                     | Product                                                        |
| 1981 | "Deep Green"                                                                           | Skinningrove Bay                                               |
| 1982 | "Here We'll Stay" (duet with Frida)                                                    | Something's Going On                                           |
| 1991 | "Burn Down the Mission"                                                                | Two Rooms: Celebrating the Songs of Elton John & Bernie Taupin |
| 1993 | "Ways to Cry" (with John Martyn)                                                       | No Little Boy                                                  |
| 1994 | "Another Day in Paradise" (live version with David Crosby)                             | Grammy's Greatest Moments Volume I                             |
| 1994 | "I've Been Trying"                                                                     | A Tribute to Curtis Mayfield                                   |
| 1995 | "Do Nothin' Till You Hear From Me"                                                     | Q's Jook Joint                                                 |
| 1995 | "Too Busy Thinking About My Baby" (with The Manhattan Transfer)                        | Tonin'                                                         |
| 1995 | "Why Can't It Wait 'Til Morning?" (with Fourplay)                                      | Elixir                                                         |
| 1996 | "Somewhere"                                                                            | The Songs of West Side Story                                   |
| 1997 | "Why Can't It Wait 'Til Morning?" (Other version)                                      | The Best of Fourplay                                           |
| 1998 | "Gulden Slumbers/Carry That Weight/The End"                                            | In My Life                                                     |
| 1999 | "Another Day in Paradise"                                                              | L.A. Jazz Syndicate                                            |
| 2003 | "Teach Me Tonight" (with Silvano Bazan Trio)                                           | I Wish I Knew                                                  |
| 2005 | "Leaving Home (Find My Way)"                                                           | Tarzan II                                                      |
| 2005 | "Who Am I?"                                                                            | Tarzan II                                                      |
| 2006 | "Everything That I Am"                                                                 | Tarzan: The Broadway Musical                                   |
| 2008 | "The Big Bang" (Simon Collins featuring Phil Collins)                                  | U-Catastrophe                                                  |
| 2013 | "Against All Odds (Take a Look at Me Now)" (Straight No Chaser featuring Phil Collins) | Under the Influence                                            |